# Norwegische Badmintonmeisterschaft 1949
Die Norwegische Badmintonmeisterschaft 1949 fand in Oslo statt. Es war die fünfte Austragung der nationalen Meisterschaften von Norwegen im Badminton.	

## Titelträger
| Disziplin    | Sieger                       |
| ------------ | ---------------------------- |
| Herreneinzel | Per Sofus Nielsen            |
| Dameneinzel  | Aase Hansson                 |
| Herrendoppel | Ørvar Tollås Inge Brevik     |
| Damendoppel  | Aase Hansson Berit Elgaaen   |
| Mixed        | Carsten Hansson Aase Hansson |